# QPSK
QPSK je typ digitální modulace. Používá čtyřstavové klíčování fázovým zdvihem, kdy každý stav přenáší současně 2 bity. Zároveň se jedná o základní typ kvadraturní modulace, její konstelační diagram je totiž shodný s modulací 4-QAM.
Zdokonalením QPSK vznikla modulace 8-PSK, která používá osm stavů a je o polovinu propustnější, protože přenáší 3 bity na stav.
Modulace QPSK se používá např. jako základní modulační schéma u systémů digitální televize DVB-T a DVB-S2. Jako svou jedinou modulaci ji používá norma DVB-S.